# Brinhòla
Brinhòla (nom occità, en francès Brignoles) és un municipi francès situat al departament del Var i a la regió de Provença – Alps – Costa Blava. L'any 2006 tenia 15.643 habitants.

## Demografia
| Evolució de la població |       |       |       |       |       |       |       |       |
| 1793                    | 1800  | 1806  | 1821  | 1831  | 1836  | 1841  | 1846  | 1851  |
| 5 060                   | 5 460 | 5 301 | 5 848 | 5 940 | 5 642 | 5 518 | 5 584 | 5 809 |

| 1856  | 1861  | 1866  | 1872  | 1876  | 1881  | 1886  | 1891  | 1896  |
| ----- | ----- | ----- | ----- | ----- | ----- | ----- | ----- | ----- |
| 5 836 | 6 143 | 5 945 | 5 593 | 5 840 | 5 648 | 4 927 | 4 811 | 4 824 |

| 1901  | 1906  | 1911  | 1921  | 1926  | 1931  | 1936  | 1946  | 1954  |
| ----- | ----- | ----- | ----- | ----- | ----- | ----- | ----- | ----- |
| 4 748 | 4 374 | 4 541 | 3 916 | 5 116 | 5 080 | 5 534 | 5 913 | 6 347 |

| 1962  | 1968  | 1975  | 1982   | 1990   | 1999   | 2006 | 2011 | 2016 |
| ----- | ----- | ----- | ------ | ------ | ------ | ---- | ---- | ---- |
| 7 479 | 9 051 | 9 995 | 10 412 | 11 239 | 12 487 | -    | -    | -    |

| 2019 | - | - | - | - | - | - | - | - |
| ---- | - | - | - | - | - | - | - | - |
| -    | - | - | - | - | - | - | - | - |

## Administració
| Període   | Identitat           | Partit |
| --------- | ------------------- | ------ |
| 1977-1978 | Noël Rosé           |        |
| 1978-1980 | Raymond Tirard      |        |
| 1980-1995 | Jacques Cestor      |        |
| 1995-2001 | Jean Monnier        |        |
| 2001-2008 | Jean-Pierre Guercin |        |
| 2008-     | Claude Gilardo      | PCF    |

## Agermanaments
- Tielt
- Bruneck
- Szamotuły
- Gross-Gerau